# Mount Nestor, Antarktis
Mount Nestor är ett berg i Antarktis. Det ligger i Västantarktis. Argentina, Chile och Storbritannien gör anspråk på området. Toppen på Mount Nestor är 1 250 meter över havet, eller 535 meter över den omgivande terrängen. Bredden vid basen är 14,2 km.
Terrängen runt Mount Nestor är varierad. Trakten är obefolkad. Det finns inga samhällen i närheten.